# Никольская церковь (Вознесенская Давидова пустынь)
Храм Николая Чудотворца Вознесенской Давидовой пустыни (Никольская Церковь) — православный храм мужского монастыря Вознесенская Давидова пустынь в городском округе Чехов, в селе Новый Быт. Относится к Чеховскому благочинию Подольской епархии Русской православной церкви.
Первый деревянный храм в честь Николая Чудотворца был построен преподобным Давидом Серпуховским, основателем монастыря Вознесенская Давидова Пустынь, в период 1515—1529 годов. Современное каменное здание храма было построено в 1804 году. Является памятником архитектуры федерального значения.